# Orenaia
Orenaia is een geslacht van vlinders van de familie van de grasmotten (Crambidae), uit de onderfamilie van de Glaphyriinae. De wetenschappelijke naam en de beschrijving van dit geslacht werden voor het eerst in 1845 gepubliceerd door Philogène-Auguste-Joseph Duponchel.

## Soorten
- O. alpestralis (Fabricius, 1787)
- O. alticolalis (Barnes & McDunnough, 1914)
- O. andereggialis (Herrich-Schäffer, 1851)
- O. arcticalis Munroe, 1974
- O. coloradalis Barnes & McDunnough, 1914
- O. helveticalis (Herrich-Schäffer, 1851)
- O. lugubralis (Lederer, 1857)
- O. macneilli Munroe, 1974
- O. pallidivittalis Munroe, 1956
- O. sierralis Munroe, 1974
- O. trivialis Barnes & McDunnough, 1914